# Skin (computerspelterm)
Een skin (letterlijk vertaald: huid) is in computerspellen een aangepaste textuur die kan worden gebruikt om personages, wapens, voertuigen en kleding een ander uiterlijk te geven. Meestal is dit een puur visuele aanpassing en heeft dit geen invloed op de spelmechanica. In sommige spellen is dit verplicht voor bepaalde klassen en personages, terwijl andere spellen dit als een optionele keuze toestaan. Skins kunnen worden toegewezen aan het begin of tijdens het spel, of ontgrendeld of gekocht met spelvaluta of echt geld.

## Maken van skins
In bepaalde spellen kunnen skins zelf worden gemaakt met een zogenaamde editor of bewerkingsprogramma. Het bewerken of creëren van een nieuwe skin wordt hierdoor vereenvoudigd omdat de onderdelen in het bewerkingsprogramma zijn afgestemd op de individuele lichaamsdelen en kleding. Soms kan een skin ook worden gemaakt via een mod of door het bewerken van de textuurbestanden met een grafisch bewerkingsprogramma.
Het ontwerpen van een veld in een computerspel gebeurt met een leveleditor.

## Economie
In bepaalde spellen kunnen skins voor echt geld worden gekocht in de vorm van microtransacties. Veel free-to-play spellen worden hierdoor gefinancierd door de verkoop van skins en andere uiterlijke aanpassingen. De skins worden ook doorverkocht en men kan er mee gokken. Daarom hebben deze voorwerpen vaak hun eigen valuta binnen het computerspel.
De online markt voor skins werd eind 2017 geschat op een waarde van 50 miljard dollar. Doordat een computerspel vaak standaard skins bevat lijken veel spelers op elkaar. Een skin laat een personage of wapen er visueel uniek uitzien, waardoor de speler zal opvallen in de menigte.

## Voorbeelden
Bekende voorbeelden van computerspellen waarin skins worden toegepast zijn League of Legends, Counter-Strike: Global Offensive, Dota 2, Fortnite, Unreal Tournament en Minecraft.